# Coupe du monde de marche 1993
Navigation
San José 1991 Pékin 1995
La 16e édition de la Coupe du monde de marche s'est déroulée les 24 et 25 avril 1993 dans les rues de Monterrey, au Mexique.

## Tableau des médailles
| Rang | Nation   | Or | Argent | Bronze | Total |
| ---- | -------- | -- | ------ | ------ | ----- |
| 1    | Mexique  | 5  | 0      | 2      | 7     |
| 2    | Italie   | 1  | 1      | 1      | 3     |
| 3    | Chine    | 1  | 1      | 0      | 2     |
| 4    | Espagne  | 0  | 4      | 1      | 5     |
| 5    | Finlande | 0  | 1      | 0      | 1     |
| 6    | Russie   | 0  | 0      | 2      | 2     |
| 7    | France   | 0  | 0      | 1      | 1     |
|      | Total    | 7  | 7      | 7      | 21    |

## Podiums

### Hommes
| Épreuve                             | Or                                        | Argent                                     | Bronze                                 |
| ----------------------------------- | ----------------------------------------- | ------------------------------------------ | -------------------------------------- |
| 20 km                               | Daniel García Mexique 1 h 24 min 26 s     | Valentí Massana Espagne 1 h 24 min 32 s    | Alberto Cruz Mexique 1 h 24 min 37 s   |
| 20 km par équipes                   | Mexique 265 pts                           | Italie 244 pts                             | Espagne 240 pts                        |
| 50 km                               | Carlos Mercenario Mexique 3 h 50 min 28 s | Jesús Ángel García Espagne 3 h 52 min 44 s | Germán Sánchez Mexique 3 h 54 min 15 s |
| 50 km par équipes                   | Mexique 275 pts                           | Espagne 251 pts                            | France 245 pts                         |
| Lugano Trophy - Combiné par équipes | Mexique 540 pts                           | Espagne 491 pts                            | Italie 487 pts                         |

### Femmes
| Épreuve                          | Or                         | Argent                            | Bronze                               |
| -------------------------------- | -------------------------- | --------------------------------- | ------------------------------------ |
| 10 km                            | Wang Yan Chine 45 min 10 s | Sari Essayah Finlande 45 min 18 s | Yelena Nikolayeva Russie 45 min 22 s |
| Eschborn Cup - 10 km par équipes | Italie 196 pts             | Chine 193 pts                     | Russie 193 pts                       |